# La Stratégie de l'araignée
Pour plus de détails, voir Fiche technique et Distribution.
La Stratégie de l'araignée (Strategia del ragno) est un film italien réalisé par Bernardo Bertolucci, sorti en 1970.

## Synopsis
En 1966, Athos Magnani enquête sur l'assassinat de son père survenu trente ans auparavant. Les témoignages qu'il recueille, ceux des amis et de la maîtresse de son père, sont cependant contradictoires. Sa quête d'eclaircissements va déboucher sur la découverte d'un machiavélisme politique sous-jacent et inattendu. Le générique défile sur des toiles du peintre naïf Antonio Ligabue, qui s'est illustré dans la représentation d'animaux humanisés.

## Fiche technique
- Titre : La Stratégie de l'araignée
- Titre original : Strategia del ragno
- Réalisation : Bernardo Bertolucci
- Scénario : Bernardo Bertolucci, Eduardo de Gregorio, Marilù Parolini d'après la nouvelle Thème du traître et du héros, issue du recueil Fictions de Jorge Luis Borges
- Photographie : Vittorio Storaro, assisté de Giuseppe Lanci (cadreur)
- Montage : Roberto Perpignani
- Production : Giovanni Bertolucci
- Société de production : Rai et Red Film
- Pays d'origine :  Italie
- Lieux de tournage : Sabbioneta, dans la province de Mantoue en Lombardie
- Format : Couleurs - 1,66:1 - Mono - 35 mm
- Genre : Drame
- Durée : 100 minutes
- Date de tournage : Été 1969
- Dates de sortie :
  - Italie : 1970 (Mostra de Venise)
  - France : 24 novembre 1971

## Distribution
- Giulio Brogi : Athos Magnani
- Alida Valli : Draifa
- Pippo Campanini : Gaibazzi
- Franco Giovanelli : Rasori
- Tino Scotti : Costa
- Allen Midgette : marin